# Karl-Johan Johnsson
Pour les articles homonymes, voir Johnsson.
Karl-Johan Johnsson, né le 28 janvier 1990 à Ränneslöv en Suède, est un footballeur suédois. Il évolue au poste de gardien de but au RC Strasbourg.

## Biographie

### En club
En 2005, à l'âge de 15 ans, Johnsson part au Halmstads BK. Quand le gardien de but Marcus Sahlman part en prêt au Trelleborgs FF, Johnsson devient alors le gardien numéro trois de l'équipe première et réalise sa première apparition le 24 août 2008 contre Djurgårdens IF à la suite de la sortie sur blessure de Magnus Bahne à la mi-temps. Le 20 novembre 2008, des rumeurs envoyaient Johnsson à Manchester City dans le cadre d'un essai. À la suite de la retraite sportive de Conny Johansson et au départ de Marcus Sahlman pour Tromsø IL, Karl-Johan devient alors le gardien numéro deux pour la saison 2009.
Lors de la saison 2010, Johnsson restera le choix numéro deux derrière Robin Malmqvist. C'est en 2011, à la suite du changement d'entraineur de l'équipe que la donne change : Pep Clotet décide alors de laisser partir Malmqvist à Tromsø en Norvège propulsant ainsi le gardien espagnol Nauzet Pérez en premier choix. Cependant, à la suite de mauvaises performances et de problèmes d'adaptation au pays, Nauzet quitte le club avant même la moitié de la saison, laissant la place de numéro un à Johnsson.
Le 5 novembre 2012, le club d'Halmstads annonce que Johnsson ne prolongera pas avec le club. En fin de contrat avec Halmstads, il quitte son pays pour les Pays-Bas en signant le 1er janvier 2013 pour le NEC Nimègue.
Après une saison et demie au NEC Nimègue, il retrouve la Scandinavie en Superliga avec le club du Randers FC. Il y reste deux saisons où il excellera et sera notamment élu meilleur gardien de Superliga en 2015. Il réalise également ses débuts en Ligue Europa.
Le 24 juin 2016, il signe à l'En avant Guingamp afin de pallier le départ de l'international danois Jonas Lössl. Le gardien, lors de ce passage, reçoit le surnom de « Kallé Parades » par l'EAG pour ses arrêts réflexes. 
Libre de tout contrat le 31 août 2023, il s'engage avec les Girondins de Bordeaux, club de Ligue 2, pour deux saisons et remplir le rôle de doublure de Rafal Straczek,. À la suite des fébriles prestations proposées par le portier polonais et à ses deux bourdes effectuées face à Grenoble (9e journée, défaite 2-0) et Angers (11e journée, défaite 2-0), il est titularisé par Albert Riera lors de la 12e journée de championnat face à Rodez (2-2).
Il se retrouve de nouveau libre de tout contrat après la relégation administrative des Girondins. Il prend alors la direction du RC Strasbourg, et retrouve la Ligue 1, où il s'engage jusqu'en 2026. Moins de 48 heures après son arrivée, il est aligné face au Montpellier HSC pour la première journée de championnat. Il réalise deux parades décisives en première mi-temps face à Akor Adams (1-1).

### En équipe nationale
Karl-Johan Johnsson représente la Suède en U19 avant de rejoindre les rangs de l'équipe espoir en 2009. Il en devient rapidement le goal numéro un après ses débuts face à la Slovaquie.
Malgré les difficultés de son équipe du Halmstads BK et la relégation du club en Superettan, Karl-Johan Johnsson est appelé en sélection A en janvier 2012 pour la tournée de matchs amicaux au Moyen-Orient. Il réalise ainsi sa première sélection en rentrant à la mi-temps du match face au Qatar le 23 janvier 2012 à Doha.

## Statistiques
| Saison                | Club                  | Championnat           | Championnat | Championnat | Coupe nationale | Coupe nationale | Coupe de la Ligue | Coupe de la Ligue | Compétition(s) continentale(s) | Compétition(s) continentale(s) | Compétition(s) continentale(s) | Total | Total |
| Saison                | Club                  | Division              | M.          | B.          | M.              | B.              | M.                | B.                | Comp.                          | M.                             | B.                             | M.    | B.    |
| 2008                  | Halmstads BK          | Allsvenskan           | 1           | 0           | 0               | 0               | -                 | -                 | -                              | -                              | -                              | 1     | 0     |
| 2009                  | Halmstads BK          | Allsvenskan           | 3           | 0           | 2               | 0               | -                 | -                 | -                              | -                              | -                              | 5     | 0     |
| 2010                  | Halmstads BK          | Allsvenskan           | 9           | 0           | 1               | 0               | -                 | -                 | -                              | -                              | -                              | 10    | 0     |
| 2011                  | Halmstads BK          | Allsvenskan           | 24          | 0           | 2               | 0               | -                 | -                 | -                              | -                              | -                              | 26    | 0     |
| 2012                  | Halmstads BK          | Superettan            | 30          | 0           | 2               | 0               | -                 | -                 | -                              | -                              | -                              | 32    | 0     |
| Sous-total            | Sous-total            | Sous-total            | 67          | 0           | 7               | 0               | -                 | -                 | -                              | -                              | -                              | 74    | 0     |
| 2012-2013             | NEC Nimègue           | Eredivisie            | 1           | 0           | 0               | 0               | -                 | -                 | -                              | -                              | -                              | 1     | 0     |
| 2013-2014             | NEC Nimègue           | Eredivisie            | 29          | 0           | 6               | 0               | -                 | -                 | -                              | -                              | -                              | 35    | 0     |
| Sous-total            | Sous-total            | Sous-total            | 30          | 0           | 6               | 0               | -                 | -                 | -                              | -                              | -                              | 36    | 0     |
| 2014-2015             | Randers FC            | Superliga             | 32          | 0           | 1               | 0               | -                 | -                 | -                              | -                              | -                              | 33    | 0     |
| 2015-2016             | Randers FC            | Superliga             | 32          | 0           | 1               | 0               | -                 | -                 | C3                             | 4                              | 0                              | 37    | 0     |
| Sous-total            | Sous-total            | Sous-total            | 64          | 0           | 2               | 0               | -                 | -                 | -                              | 4                              | 0                              | 70    | 0     |
| 2016–2017             | EA Guingamp           | Ligue 1               | 37          | 0           | 5               | 0               | -                 | -                 | -                              | -                              | -                              | 42    | 0     |
| 2017–2018             | EA Guingamp           | Ligue 1               | 38          | 0           | 2               | 0               | -                 | -                 | -                              | -                              | -                              | 40    | 0     |
| 2018–2019             | EA Guingamp           | Ligue 1               | 17          | 0           | 2               | 0               | 2                 | 0                 | -                              | -                              | -                              | 21    | 0     |
| Sous-total            | Sous-total            | Sous-total            | 92          | 0           | 9               | 0               | 2                 | 0                 | -                              | -                              | -                              | 103   | 0     |
| 2019-2020             | FC Copenhague         | Superliga             | 29          | 0           | 1               | 0               | -                 | -                 | C1+C3                          | 1+11                           | 0                              | 42    | 0     |
| 2020-2021             | FC Copenhague         | Superliga             | 23          | 0           | 1               | 0               | -                 | -                 | C3                             | 3                              | 0                              | 27    | 0     |
| 2021-2022             | FC Copenhague         | Superliga             | 0           | 0           | 1               | 0               | -                 | -                 | C4                             | 3                              | 0                              | 4     | 0     |
| 2022-2023             | FC Copenhague         | Superliga             | 4           | 0           | 1               | 0               | -                 | -                 | -                              | -                              | -                              | 5     | 0     |
| Sous-total            | Sous-total            | Sous-total            | 56          | 0           | 4               | 0               | -                 | -                 | -                              | 18                             | 0                              | 78    | 0     |
| 2023-2024             | Girondins de Bordeaux | Ligue 2               | 22          | 0           | 2               | 0               | -                 | -                 | -                              | -                              | -                              | 24    | 0     |
| 2024-2025             | RC Strasbourg         | Ligue 1               | 3           | 0           | 3               | 0               | -                 | -                 | -                              | -                              | -                              | 6     | 0     |
| Total sur la carrière | Total sur la carrière | Total sur la carrière | 334         | 0           | 33              | 0               | 2                 | 0                 | -                              | 22                             | 0                              | 391   | 0     |

### En sélections nationales
| Saison                | Sélection             | Phases finales        | Phases finales | Phases finales | Éliminatoires | Éliminatoires | Ligue des Nations | Ligue des Nations | Matchs amicaux | Matchs amicaux | Total | Total |
| Saison                | Sélection             | Compétition           | M              | B              | M             | B             | M                 | B                 | M              | B              | M     | B     |
| --------------------- | --------------------- | --------------------- | -------------- | -------------- | ------------- | ------------- | ----------------- | ----------------- | -------------- | -------------- | ----- | ----- |
| 2011-2012             | Suède                 | -                     | -              | -              | -             | -             | -                 | -                 | 1              | 0              | 1     | 0     |
| 2014-2015             | Suède                 | -                     | -              | -              | -             | -             | -                 | -                 | 1              | 0              | 1     | 0     |
| 2015-2016             | Suède                 | -                     | -              | -              | -             | -             | -                 | -                 | 1              | 0              | 1     | 0     |
| 2016-2017             | Suède                 | -                     | -              | -              | -             | -             | -                 | -                 | 1              | 0              | 1     | 0     |
| 2017-2018             | Suède                 | Coupe du monde 2018   | 0              | 0              | -             | -             | -                 | -                 | 1              | 0              | 1     | 0     |
| 2018-2019             | Suède                 | -                     | -              | -              | -             | -             | -                 | -                 | 2              | 0              | 2     | 0     |
| 2019-2020             | Suède                 | Euro 2020             | 0              | 0              | -             | -             | -                 | -                 | -              | -              | 0     | 0     |
| 2020-2021             | Suède                 | -                     | -              | -              | -             | -             | -                 | -                 | 2              | 0              | 2     | 0     |
| Total sur la carrière | Total sur la carrière | Total sur la carrière | -              | -              | -             | -             | -                 | -                 | 9              | 0              | 9     | 0     |

### Liste des matches internationaux
| Matches internationaux de Karl-Johan Johnsson | Matches internationaux de Karl-Johan Johnsson | Matches internationaux de Karl-Johan Johnsson        | Matches internationaux de Karl-Johan Johnsson | Matches internationaux de Karl-Johan Johnsson | Matches internationaux de Karl-Johan Johnsson | Matches internationaux de Karl-Johan Johnsson                   |
|                                               | Date                                          | Lieu                                                 | Adversaire                                    | Résultat                                      | Compétition                                   | Notes                                                           |
| --------------------------------------------- | --------------------------------------------- | ---------------------------------------------------- | --------------------------------------------- | --------------------------------------------- | --------------------------------------------- | --------------------------------------------------------------- |
| 1.                                            | 23 janvier 2012                               | Khalifa International Stadium, Doha, Qatar           | Qatar                                         | 0 - 5                                         | Match amical                                  | Entre en jeu à la place de Johan Dahlin à la 46e minute de jeu. |
| 2.                                            | 19 janvier 2015                               | Stade Sheikh Zayed, Abou Dabi, Émirats arabes unis   | Finlande                                      | 1 - 0                                         | Match amical                                  | Titulaire.                                                      |
| 3.                                            | 6 janvier 2016                                | Armed Forces Stadium, Abou Dabi, Émirats arabes unis | Estonie                                       | 1 - 1                                         | Match amical                                  | Titulaire.                                                      |
| 4.                                            | 28 mars 2017                                  | Estádio dos Barreiros, Madère, Portugal              | Portugal                                      | 2 - 3                                         | Match amical                                  | Titulaire.                                                      |

## Palmarès
| EA Guingamp                              | FC Copenhague (2)                                                                                         |
| ---------------------------------------- | --- |
| - Coupe de la Ligue : - Finaliste : 2019 | - Championnat du Danemark - Champion : 2023 - Vice-champion : 2020 - Coupe du Danemark - Vainqueur : 2023 |